# Pielgrzym (poemat)

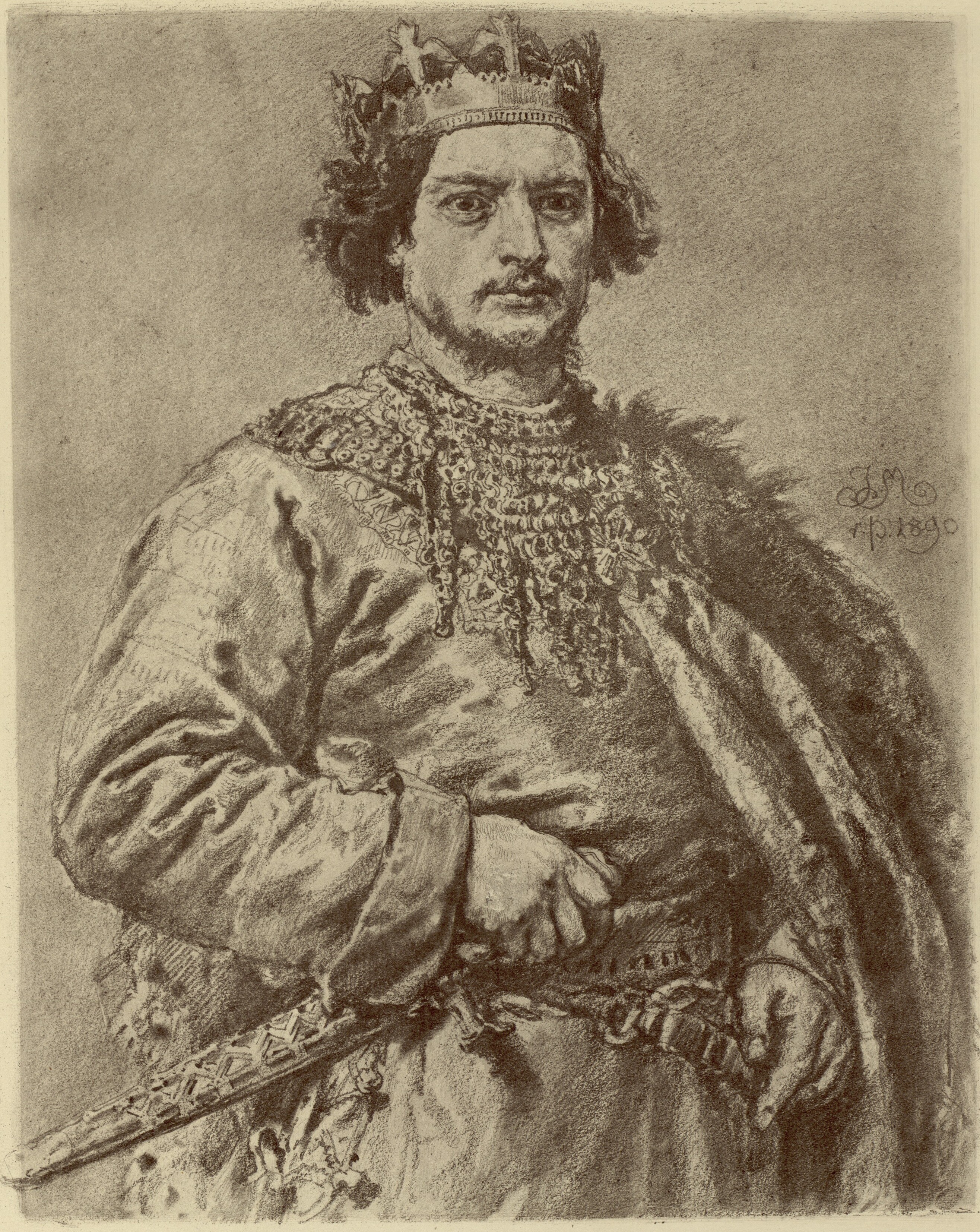
Jan Matejko, Bolesław Śmiały

Pielgrzym – poemat Zofii Reutt-Witkowskiej, opublikowany w 1925 w Warszawie nakładem oficyny Gebethnera i Wolffa. Utwór został napisany oktawą, czyli strofą ośmiowersową rymowaną abababcc, złożoną z wersów jedenastozgłoskowych. Bohaterem jest król Polski Bolesław Śmiały. Podtytuł Legenda Ossjaku nawiązuje do piętnastowiecznych pogłosek, jakoby król, wygnany z Polski po męczeństwie św. Stanisława, pokutował za swoją zbrodnię w klasztorze w Osjaku w Karyntii i został tam pochowany.
Ileż to razy na brokacie łąki,

W korale szczawiu i perły lepnicy,

W ametystowe haftowanej dzwonki,

Jaśnią porwani, Pańscy wędrownicy,

Piliśmy szczęście... Już ciała osłonki

Rwą się... od ludzi, jak ptaszkowie dzicy

Pierzchamy trwożnie... Wtem, na skrzydła moje

Kładnie się twardych rąk kamiennych dwoje...